# Ticonderoga (hrabstwo Essex)
Ticonderoga – jednostka osadnicza w Stanach Zjednoczonych, w stanie Nowy Jork, w hrabstwie Essex.